# Колумбан
Колумбан ( око 543, Ленстер — 23. новембар 615, Бобио) — ирски монах, просветитељ, црквени песник, мисионарски проповедник у западној Европи.

## Биографија
Колумбан је рођен одрастао у Ленстеру у Ирској. Отишао је у манастир у Бангора у време када су ирски манастири били центри културе. Према историчару Л.П. Карсавину: "Колумбан је типичан Ирац: буран аскета и истовремено најобразованији монах свог времена. Познавао је Вергилија и Хорација, можда Овидија и Јувенала, познавао је Сенеку, а да не спомињемо Василија Великог, Јеронима и Касијана. И сам се бавио књижевним стваралаштвом."
Неколико година касније стекао је искуство да сам проповеда Јеванђеље, прво у Британији, а затим у Галији. Са групом монаха 591. године напушта Ирску (тада центар за ширење хришћанства и црквеног образовања на Западу) и одлази на континент. Ту је основао низ манастира: у Бургундији, Неустрији, Аустразији и Ломбардском краљевству. Само у Северној Француској основао је четири манастира. Због сукоба са краљицом Брунхилдом, протеран је из Нанта и завршио у Немачкој, где је водио проповедничку делатност. Колумбан је 612. или 614. године основао један од најпознатијих манастира у северној Италији – манастир Бобио, који се касније претворио у велики научни центар. Ту је и сахрањен.
Заједно са својим ученицима Галусом и Сигебертом, Колумбан је водио образовне активности које су допринеле очувању древних традиција и формирању духовних и световних школа. Написао је монашке статуте, књигу покајања, проповеди, коментаре псалама и низ писама.
Колумбан се такође сматра латинским химнографом. Он је заслужан за дугачку (42 строфе) химну Прекамур патрем, која је сачувана у Бангорском антифонарију. Главна тема химне је Васкрс и Васкрсење Христово; аутор се фокусира на теме таме и светлости, рушења окова смрти, помињући старозаветне догађаје који су антиципирали Васкрсење.
Постоји легенда која тврди да је свети Колумбан покушао да проповеда Словенима, али тај подухват није успео.